# Pella (gofio)
La pella, pella de gofio o Pelota de gofio, es una elaboración alimenticia de origen humilde que forma parte de la dieta tradicional de las Islas Canarias. Se suele preparar mediante el amasado, en lebrillo o zurrón, de la mezcla elaborada básicamente con gofio, agua y sal. El resultado final es una argamasa perfectamente compacta y sólida, pero suave, que sirve de complemento en distintos platos tradicionales de la gastronomía canaria.

## Historia
La pella, como otras expresiones culinarias basadas en el gofio, fue un alimento esencial para los pueblos amaziges del archipiélago canario. Ésta se usaba como acompañamiento en las comidas a modo de pan. Tras la colonización europea y en tiempos de hambruna y escasez de alimentos siguió formando parte de la dieta popular canaria, gracias a la sencillez de sus ingredientes y su alto valor nutricional.
El gofio, ingrediente principal de esta elaboración, tiene reconocida la indicación geográfica con denominación de origen protegida "Gofio canario", desde el 10 de febrero de 2014.

## Variedades
Como en todas las fórmulas culinarias de este archipiélago macaronésico, no hay una receta única para su elaboración, pero respetando los componentes básicos podemos clasificar las pellas en:
- Pella salada, elaborada con gofio, agua o caldo de pescado, aceite de oliva, un poco de azúcar y sal.
- Pella dulce, hecha con gofio, agua, miel, frutos secos (almendras, higos y/o pasas) y un toque de sal. Otro ingrediente que suele usarse en esta variedad de pella son los plátanos maduros.